# Novoselți, Vidin
Novoselți (în bulgară Новоселци) este un sat în comuna Vidin, regiunea Vidin,  Bulgaria. 

## Demografie
Componența etnică a satului Novoselți
     Bulgari (89,66%)
     Romi (8,15%)
     Nicio identificare (2,18%)
     Altele (0,91%)
La recensământul din 2011, populația satului Novoselți era de 871 locuitori. Din punct de vedere etnic, majoritatea locuitorilor (89,66%) erau bulgari, cu o minoritate de romi (8,15%). Pentru 2,18% din locuitori nu este cunoscută apartenența etnică.